# Данда, Махамаду
Махамаду Данда (фр. Mahamadou Danda; род. 25 июля 1951, Тахуа) — нигерский политик. Премьер-министр Нигера с 23 февраля 2010 по 7 апреля 2011 года.
Данда был впервые назначен в правительство Али Саибу 20 ноября 1987 года, когда он стал министром животных и водных ресурсов и занимал его до 15 июля 1988 года. Впоследствии он был административным секретарём Национального исполнительного бюро Национального движения за общество развития в начале 1990-х.
После переворота в апреле 1999 года, Данда был назначен переходной хунтой министром связи, культуры, молодёжи и спорта. Он оставался на этом посту до декабря 1999 года, когда военные передали власть избранному правительству.
После свержения президента Мамаду военными, Данда 23 февраля 2010 года был назначен премьер-министром Нигера.